# Dipseudopsis voluta
Dipseudopsis voluta är en nattsländeart som beskrevs av Georg Ulmer 1906. Dipseudopsis voluta ingår i släktet Dipseudopsis och familjen Dipseudopsidae. Inga underarter finns listade i Catalogue of Life.